# SDガンダム外伝 (Pipin)
『SDガンダム外伝Pipin』（エスディーガンダムがいでんピピン）（『@CARD・SDガンダム外伝』（アットカード エスディーガンダムがいでん）とも表記される。）は、1997年にバンダイ・デジタル・エンタテインメントよりMacintosh互換ゲーム機PippiN @版とPower Macintosh版が発売された、SDガンダム外伝のオリジナルカードバトルゲームである。
当初はカードダスバトル同様の本編筋とは接点のない内容として製作・設定されていたが、ゲームに登場するアーサーガンダムがカードダス『SDガンダム アルティメットバトル』、『新約SDガンダム外伝 救世騎士伝承 二人の皇子編』、『新約SDガンダム外伝 救世騎士伝承 新王光誕編』、『新約SDガンダム外伝 救世騎士伝承EX 激突!一角騎士VS運命騎士』、『新約SDガンダム外伝 騎士王物語シリーズ』にて、『SDガンダム外伝 円卓の騎士編』の初代円卓の騎士の一員だった設定で登場。タビト城に滞在していたヒーロー達がシリーズのキャラ達という部分をオミットして、騎士アーサーガンダムと帝王クライムカイザーの戦いも正規シリーズの設定に組み込まれた。
登場するカードはジークジオン編、黄金神話編、鎧闘神戦記編の主要カードと、SDガンダム外伝(Pippin @)オリジナルカードで構成されている。

## 登場人物
アーサーガンダム　　カード番号・199及び212
タビト城を守るガンダムの騎士。最終盤に登場するため、どのような人物像なのかはほとんど描写されない。
後に、ブリティス王国のキングガンダムI世の弟で円卓の騎士の一員であったが、粗暴な性格を矯正するためタビト城へと武者修行に出された設定が追加された。
ノーザン【人物】　　カード番号・211
タビト城の騎士でタビト城を訪れた騎士アーサーガンダムの従者になった。プレーヤーにメッセージや指示を出す。モデルは島村ジョーらしい。
フリードガンダム
タビト城で騎士アーサーガンダムが出会った謎のガンダム。神のごとき力を持つ。
帝王クライムカイザー
異次元から現れた邪悪な存在。タビト城のヒーロー達を機械のネットワーク内に封印して城を支配した。
ウィズダム総統、シーピー伯爵、タチカゼ将軍、ルドルフ大公
異次元から現れた邪悪な存在。クライムカイザー配下の四幹部。